# 8084 Dallas
A 8084 Dallas (ideiglenes jelöléssel 1989 CL1) a Naprendszer kisbolygóövében található aszteroida. M. Koishikawa fedezte fel 1989. február 6-án.